# Арагонская корона

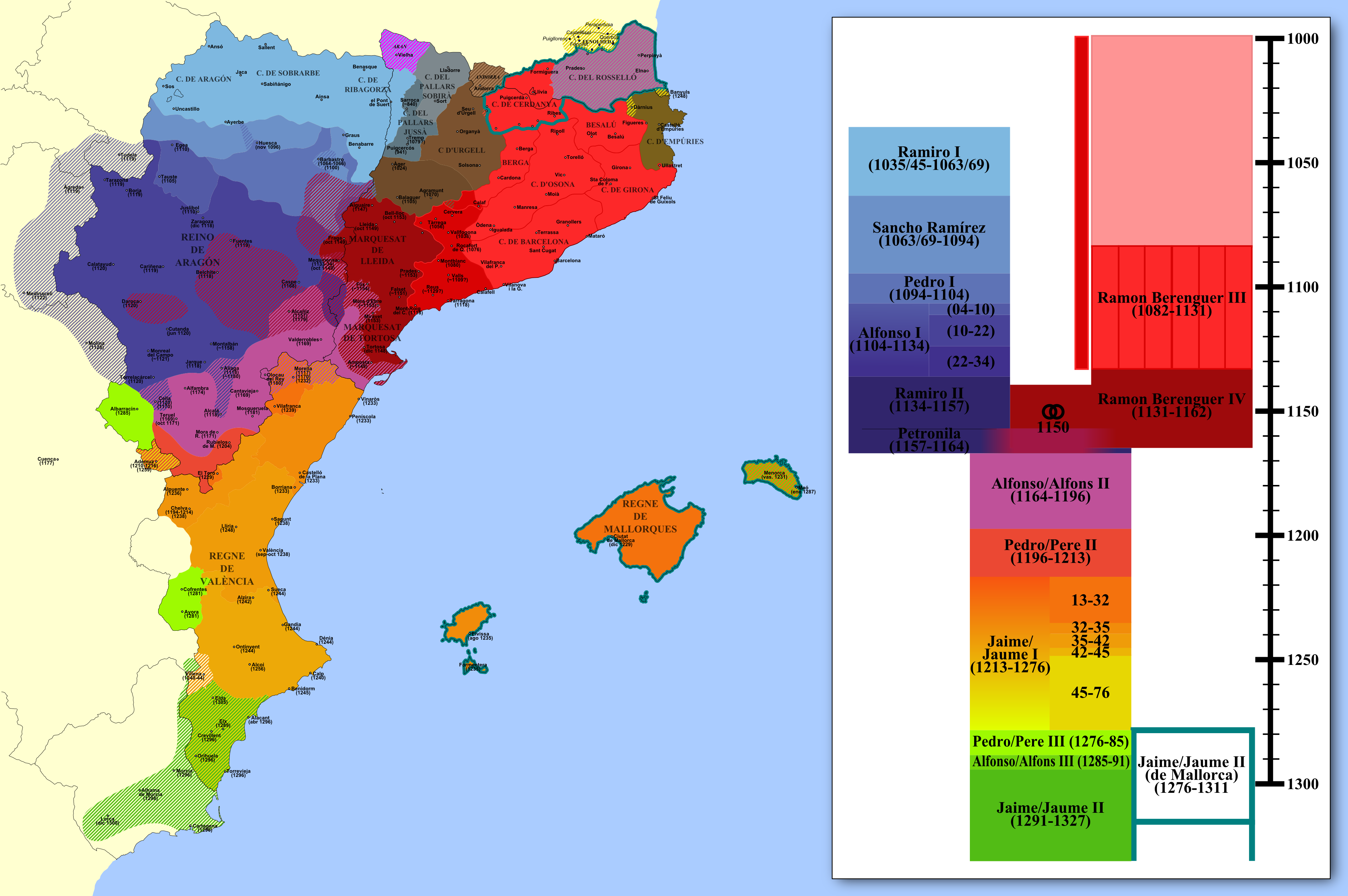
Территориальная экспансия Арагонской короны между XI и XIV веками на Пиренейском полуострове и Балеарских островах

Герб Арагонской короны

Флаг Арагонской короны

Араго́нская коро́на (араг. Corona d'Aragón, исп. Corona de Aragón, кат. Corona d'Aragó) — объединение нескольких государственных образований под властью королей Арагона. В XIV—XV веках, на пике своего могущества, Арагонская корона была сильнейшей морской державой, контролировавшей значительную часть современной восточной Испании, юго-восточной Франции, а также свою средиземноморскую «империю», включающую Балеарские острова, Сицилию, Корсику, Сардинию, Неаполь (с 1442 года) и часть Греции (до 1388 года).
Государства и территории, входящие в состав этой «империи», не были политически объединены и их единство обеспечивалось исключительно королевской властью. Короли управляли каждой составляющей Арагонской короны в соответствии с местными законами, для каждой существовала своя система налогообложения и государственного управления (например, Кортесы).
В 1479 году был заключён династический союз между Короной Арагона и Кастильской короной, что создало прообраз будущего королевства Испания. Титул Арагонской короны в числе дополнительных титулов использовался испанскими монархами до 1716 года, когда они были отменены декретами Нуэва-Планта вследствие поражения претендента на трон, поддерживаемого бывшими государствами, составляющими Корону Арагона, в войне за испанское наследство.

## Контекст
Ведущими экономическими центрами Короны Арагона являлись Барселона и Валенсия. Политическим центром была Сарагоса, где в соборе Сан-Сальвадор («Ла Сео») короновались короли. Город Пальма на острове Мальорка был ещё одним важным городом и морским портом Короны.
В конечном счёте Корона Арагона включала в себя королевство Арагон, княжество Каталония, королевство Валенсия, королевство Мальорка, королевство Сицилия, Мальту и Сардинию, а также на некоторый период — Прованс, Неаполитанское королевство, герцогство Неопатрия и Афинское герцогство.
Страны Пиренейского полуострова, начиная с 722 года, пребывали в периодической борьбе, получившей название Реконкиста. Эта была борьба северных христианских королевств против мелких мусульманских тайфа на юге полуострова, а также друг против друга.
В позднее средневековье южная экспансия Арагонской короны встретилась с продвижением кастильцев на восток в районе Мурсии. В связи с этим дальнейшая Арагонская экспансия сконцентрировалась на Средиземноморье, действуя в направлении Греции и Варварского берега, в то время как Португалия, которая завершила свою Реконкисту в 1272 году, развивалась в направлении Атлантического океана. Наёмники с территорий Короны, альмогавары, участвовали в создании этой средиземноморской империи и впоследствии смогли найти себе место во всех странах южной Европы.
Есть мнение (зафиксированное, к примеру, в «Llibre del Consolat del Mar», написанной на каталанском языке, одном из старейших сводов морских законов в мире), что Корону Арагона следует считать империей, правившей Средиземноморьем на протяжении веков, распространяя свою власть по всему морю. Действительно, в зените своей мощи она была одной из основных сил в Европе.
Впрочем, её разные территории были слабо связаны между собой, что противоречит традиционным представлениям об империи. Современный исследователь маркиз де Лозоя определяет Арагонскую корону скорее как конфедерацию, чем централизованное королевство, не говоря уже об империи. Ни в одном официальном документе не встречается слово «империя» (Imperium или родственное определение), она считалась династическим союзом раздельных королевств.

## История

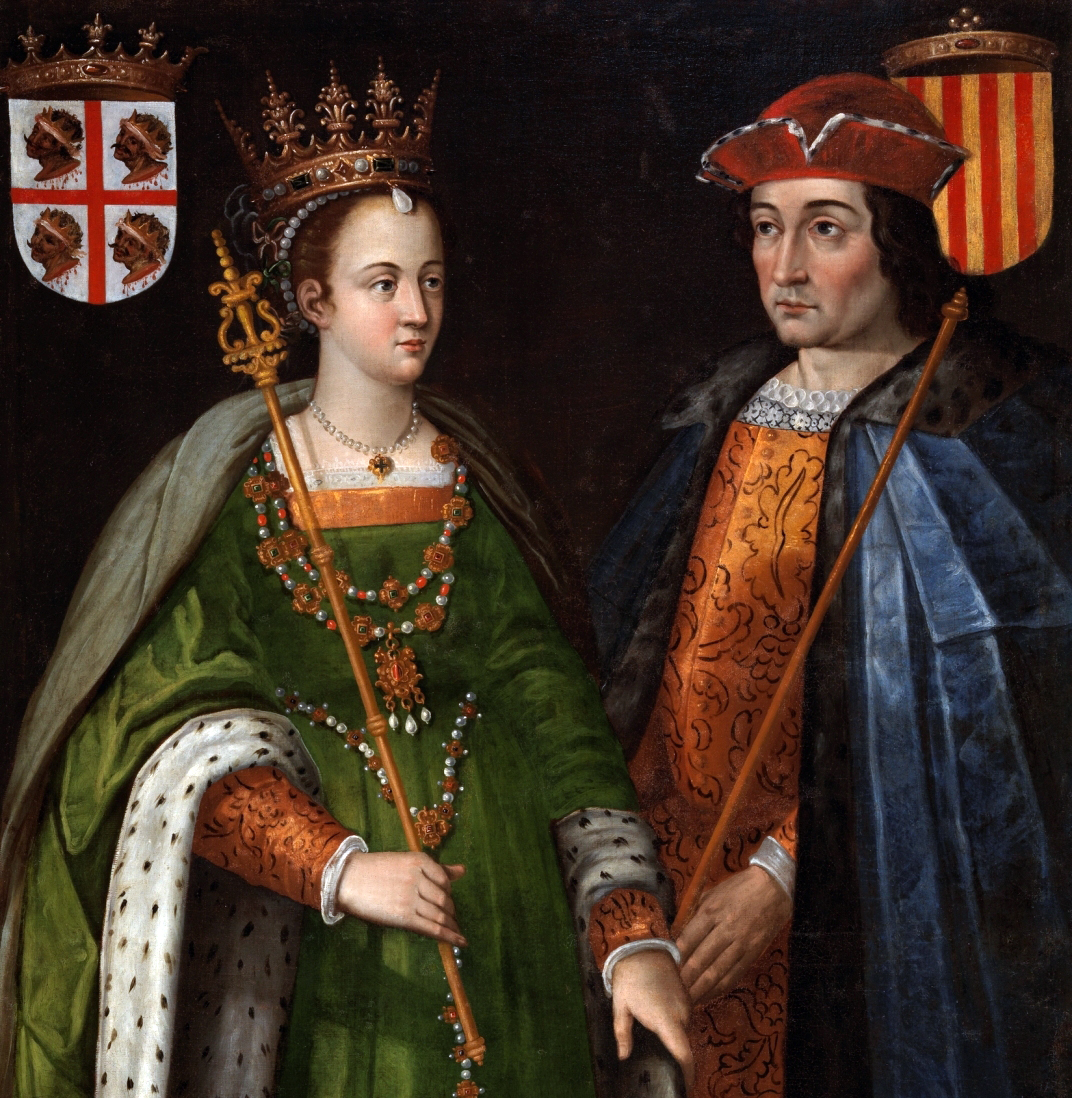
Петронила, королева Арагона, и Рамон Беренгер IV, граф Барселонский.
Портрет 1634 года из музея Прадо.

### Происхождение
Арагонская «империя» была основана в 1137 году, когда Арагон и графство Барселона объединились династическим союзом посредством заключения брака между Рамоном Беренгером IV, графом Барселонским, и Петронилой Арагонской.
Их сын Альфонсо II взошёл на отныне общий трон в 1162 году. С этим слиянием Барселонский дом унаследовал и королевскую корону. Так, постепенно, земли, которыми они правили, стали называть Короной Арагона для большего престижа общественного титула.
Рамон Беренгер IV, новый глава объединённой династии, продолжал называть себя графом Барселоны и просто «принцем» Арагона.
Сын Рамона Беренгера IV и Петронилы, Альфонсо II, унаследовал оба титула короля Арагона и графа Барселоны, в стиле, который будет поддерживаться всеми его преемниками. Таким образом, этот союз был достигнут при уважении существующих учреждений парламентов обеих территорий.

### Расширение
Альфонсо II, используя благоприятные обстоятельства, попытался завоевать Валенсию, но возможность была упущена, когда Санчо VI Наваррский вторгся в Арагон. Для обеспечения дальнейшей защиты арагонских границ Альфонсо II подписал Касорлское соглашение с королём Кастилии Альфонсо VIII. Этот договор также определял перспективы дальнейшего расширения государств: королям Арагона отходила Валенсия, Мурсия — Кастилии.
В XIII столетии король Хайме I начал эпоху экспансии, завоевав и присоединив к Короне Мальорку и значительную часть королевства Валенсии. С Корбейским договором 1258 года, основанном на принципе естественных границ, французские притязания на Каталонию сошли на нет. Главным его условием было прекращение арагонского влияния к северу от Пиренеев Хайме I осознавал, что трата сил и энергии в попытках удержать точку опоры во Франции может закончиться только катастрофой. В январе 1266 года он осадил и захватил Мурсию, заселив её своими людьми, преимущественно каталонцами, а затем вернул Мурсию Кастилии согласно Касорлскому соглашению..
Благодаря королю Хайме II Мальорка, вместе с графствами Сердань, Руссильон и сеньорией Монпелье, сохраняли свою независимость с 1276 до 1279 годы, став после этого вассалом Короны, и, в 1344 году войдя в состав Короны Арагона.
Королевство Валенсия, недавно основанное на месте мавританской тайфы, стало третьим членом Короны (правовой статус Мальорки всё же отличался от статуса Арагона, Каталонии и Валенсии).
В 1282 году, сицилийцы восстали против Анжуйской ветви дома Капетингов, перебив в ходе Сицилийской вечерни весь французский гарнизон. Спустя пять месяцев после этого Педро III Арагонский принимает предложение восставших принять корону Сицилии, высаживается в Трапани, где встречает горячий приём. Профранцузски настроенный папа Мартин IV отлучил Педро III от церкви, объявил его низложенным и предложил королевство Арагон сыну Филиппа III.
Когда Педро III предпочёл не распространять действие арагонских фуэрос в Валенсии, представители городов и знати собрали кортесы в Сарагосе и потребовали от короля подтверждения своих привилегий. Король подтвердил их в 1283 году. После чего возник союз для защиты традиционных вольностей — Арагонская уния, которая учредила должность хустисьи, выполнявшего роль посредника между королём и арагонской знатью. По всем спорным вопросам решение хустисьи было обязательным. Король обязался созывать кортесы не реже одного раза в год и советоваться с ними по всем текущим делам.

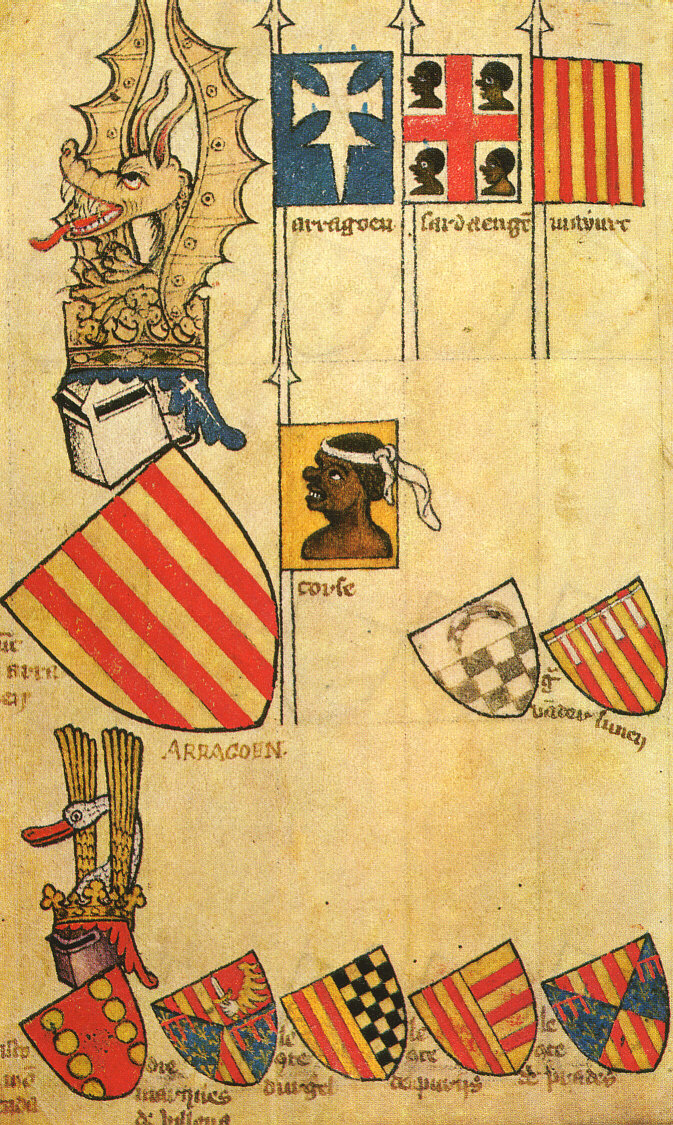
Гербы государств подчинённых Арагонской короне.
Голландский гербовник конца 14 — начала 15 века.

После того как сын Педро III, Хайме II Арагонский, завершил завоевание всех земель королевства Валенсии, Арагонская корона становится одной из самых влиятельных сил Европы. По гранту папы Бонифация VIII для Хайме II, королевства Сардинии и Корсики были присоединены к Короне в 1297 году, хотя к тому моменту они уже более столетия пребывали под контролем Арагонской короны.
После женитьбы Педро IV на Элеоноре Сицилийской в 1381 году, под власть Короны перешли герцогства Афинское и Неопатрия. Впрочем греческие владения вскоре отошли Нерио I Акциайоли, в 1388 году, а Сицилия на период с 1395 по 1409 годы отошла в руки Мартина I Младшего В 1442 году Неаполитанское королевство было завоёвано Альфонсо V Арагонским.
Следует заметить, что управление владениями Короны за пределами Иберийского полуострова и Балеарских островов осуществлялось наместниками из местной элиты, а не каким-либо централизованным правительством. Они скорее были экономическими составляющими Арагонской короны, чем политическими. Король был заинтересован договариваться в новых королевствах, а не просто расширять границы королевств существующих. Это была часть борьбы за власть, когда королевским интересам были противопоставлены интересы местного дворянства. Этот процесс, присущий и другим европейским государствам, успешно перекочевал из средневековья в современность. Новым территориям, доставшимся от мавров, таким как Валенсия и Мальорка в качестве инструмента самоуправления обычно давались фуэрос, с тем, чтобы ограничить власть дворянства в новых приобретениях, и в то же время, склонить их к союзу с монархом. Такой же курс проводило соседнее королевство Кастилия, оба королевства способствовали Реконкисте, даруя самоуправление городам и территориям, вместо того, чтобы отдавать новые территории во власть дворянства.

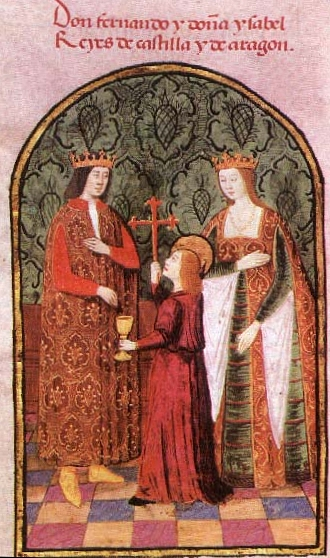
Фердинанд II и Изабелла I, король и королева Кастилии и Леона, Арагона, Валенсии, Сицилии и Мальорки

### Союз с Кастилией
В 1410 году, король Мартин I умер не оставив наследников. В результате чего, по Компромиссу Каспе, Фердинанд из Антекеры из кастильской династии Трастамара, занимает престол Арагона как Фердинанд I.
В дальнейшем, его внук — король Фердинанд II Арагонский вернёт Короне северное каталонское графство Руссильон, некогда утраченное в пользу Франции, и королевство Наварра, также ранее принадлежавшее Арагонской короне, но потерянное из-за внутренних династических споров.
В 1469 году Фердинанд II женится на инфанте Изабелле Кастильской, единокровной сестре короля Энрике IV, которая становится королевой Кастилии и Леона после его смерти в 1474 году. Этот династический союз с подписанием Сеговийского договора стал отправной точкой в истории королевства Испания. Несмотря на это, Кастилия и Арагонская короны оставались отдельными территориями, в которых сохранялись собственные государственные учреждения, парламенты и законы. Процесс слияния завершил только Карл I, к 1516 году объединив все королевства Иберийского полуострова (кроме Португалии) под одной короной, таким образом содействуя образованию испанского государства, хотя и децентрализованного на тот период.

### Упадок и исчезновение
Воспетая в литературе эпоха былого блеска относится в первую очередь к периоду XII и XIII столетий, когда были завоёваны Валенсия, Мальорка и Сицилия, рост численности населения сопровождался отсутствием социальных конфликтов, а города процветали. Пик этого процесса пришёлся на 1345 год и отразил организационные и культурные достижения Короны. После этой даты Корона стала слабеть: демографический рост был приостановлен изгнанием из Испании евреев (1492), мудехаров (1502), морисков (1609). Она не смогла предотвратить потерю Руссильона, Менорки и своих итальянских владений в 1707—1716 годах, а также введение французского языка в Руссильоне (1700) и остановить растущее доминирование кастильского на всех старых землях Короны в Испании (1707—1716).
Корона Арагона и её ведомства были упразднены только после войны за испанское наследство (1702—1713 годы) декретами Нуэва-Планта, изданными Филиппом V, королём Испании. Органы администрации были включены в кастильское правительство, а земли Короны были объединены с кастильскими, чтобы сформировать единое государство — Испания, как того требовало централизованное руководство новой династии Бурбонов.

### Националистические мифы
Грубое обращение и наказания, применявшиеся на территориях, сражавшихся в войне за испанское наследство против Филиппа V, и в современной Испании, используется некоторыми валенсийскими и каталонскими националистами как аргумент. Арагонцы используют легенду о древней конституции, написанной ещё в средневековье, а каталонцы припоминают свои привилегии, с которыми у них ассоциируется Женералитат и сопротивление Кастилии.
Романтизм 19-го столетия, питавший мысли о «Пиренейском королевстве», соответствовал скорее видению трубадуров 13-го века, нежели историческим реалиям Арагонской короны. Это видение существует и сегодня как «ностальгическая программа политизированной культуры».

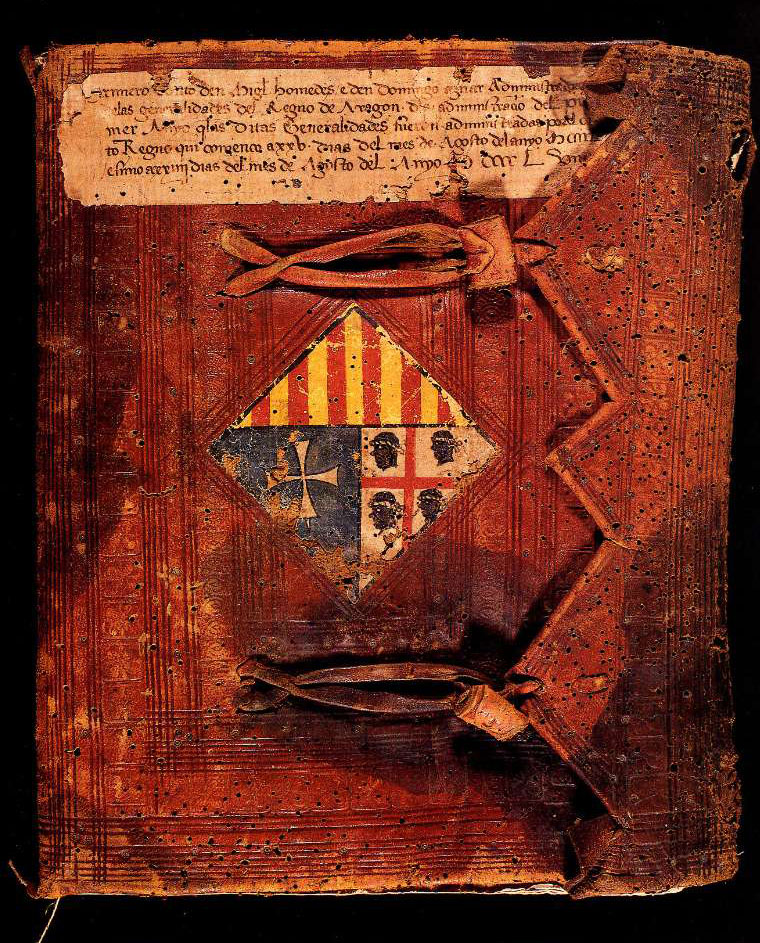
Учётная книга арагонского женералитата (1450 год)

## Флаг
Полосы Барселоны стали эмблемой королей. Флаг использовался только монархами Короны и был выражением их суверенитета и свидетельством верховной власти. Король Мальорки Хайме III, вассал королевства Арагон, также использовал четырёхполосный герб.

## Государственные институты
Арагон, Каталония и Валенсия обладали собственными законодательными органами, известными как кортесы. Также существовали местные органы самоуправления — аналог современной генеральной депутации (исп. diputación general) — известные как Generalidad в Арагоне, и Generalitat в Каталонии и Валенсии.

## Столица
Корона не имела единой столицы. Королевский двор до Филиппа II был странствующим. Испанский историк Доминго Буэса считает, что Сарагосу следует считать политической столицей (но не экономической или административной), поскольку короноваться короли должны были в сарагосском соборе «Ла Сео». В то же время арагонские короли жили в Барселоне, что позволяет, по мнению других историков, признавать столицей именно её.

## Земли короны
- Королевство Арагон

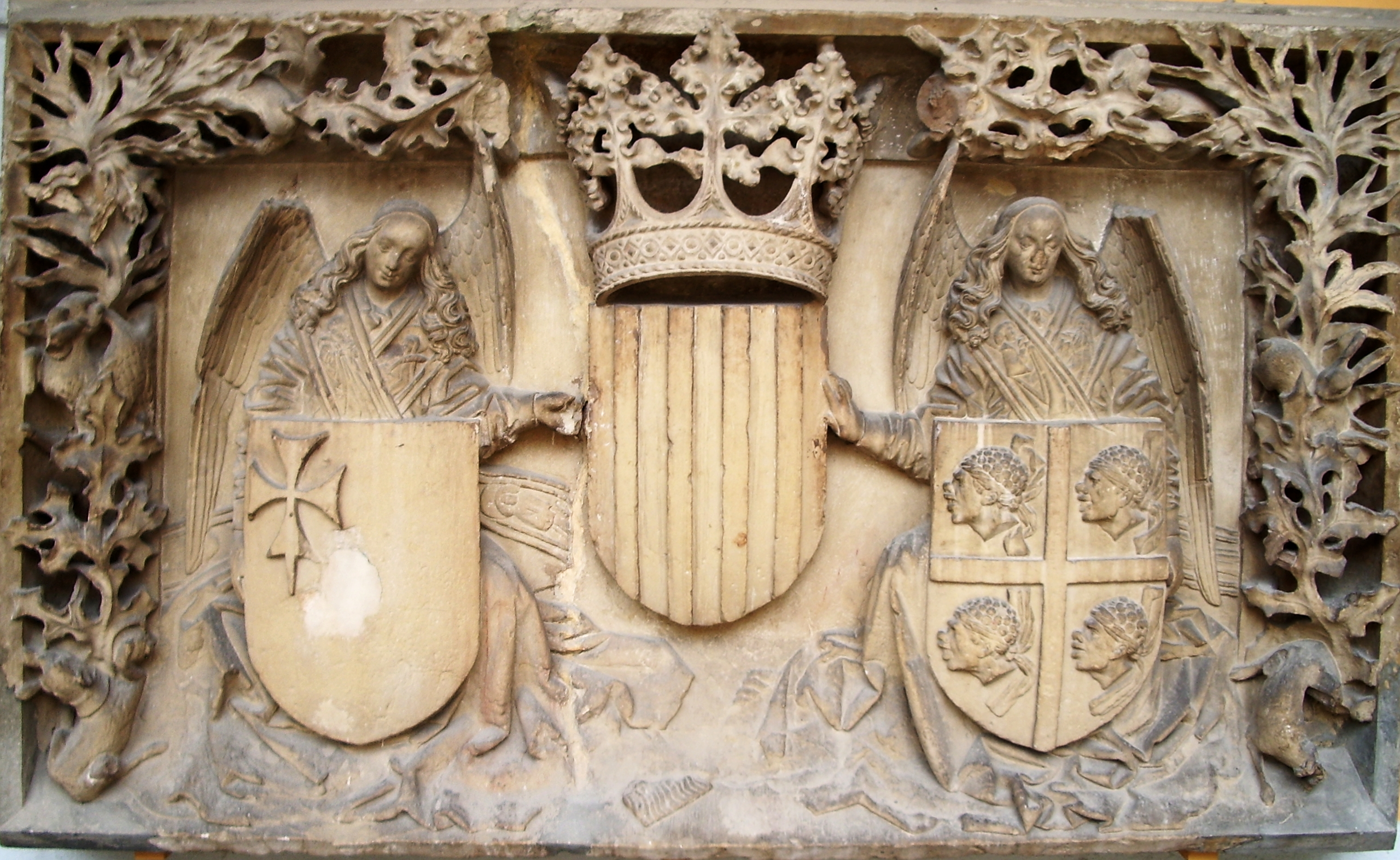
Гербы государств Арагонской короны.
Барельеф на здании депутации в Сарагосе

- Княжество Каталония (Графство Барселона)
- Королевство Валенсия
- Королевство Мальорка
- Графство Руссильон
- Княжество Андорра
- Неаполитанское королевство
- Корсика
- Сардиния
- Королевство Сицилия
- Афинское герцогство
- Герцогство Неопатрия
- Мальта